# Братья Львиное сердце
«Бра́тья Льви́ное се́рдце» (швед. Bröderna Lejonhjärta) — сказочно-приключенческая повесть Астрид Линдгрен, изданная осенью 1973 года. Главные персонажи книги — братья Юнатан и Карл Лейон. Попадая в сказочную страну Нангияла, они получают прозвище Львиное сердце и проходят череду испытаний и приключений, сражаясь против тирана Тенгиля и драконихи Катлы. Повесть при этом допускает двойную интерпретацию сюжета: как сказки и как истории, лишённой сказочных элементов. Хотя из текста нельзя прийти к однозначному выводу о природе Нангиялы, но, по мнению критиков и по утверждению самого автора, всё связанное с ней является лишь сновидением или галлюцинацией умирающего ребёнка.
Несмотря на то что повесть, наравне с другими произведениями автора, позиционируется как детская книга, многие темы в ней являются очень тяжёлыми и тёмными по сравнению с жанром в целом: болезнь и смерть, тирания и гнёт, предательство и восстание. Ярко представлены, однако, и светлые темы: любовь братьев и чувство долга, верность и надежда, мужество и пацифизм.
Книга вызвала широкие дебаты и была неоднозначно встречена критиками, выдержала перевод на множество языков, а в 1977 году была экранизирована. Повесть также много раз адаптировалась для сцены и удостоилась большого числа престижных литературных премий.

## Сюжет
Братья Юнатан и Карл Лейон живут вместе с матерью в безымянном шведском городке в бедной квартирке на третьем этаже деревянного дома. Старший брат, тринадцатилетний Юнатан, — красивый, ловкий, талантливый мальчик, его любят дети, для которых он придумывает разные игры и приключения, а взрослые не устают им восхищаться. Младший, девятилетний Карл (или Сухарик, как называет его брат), некрасивый, робкий, застенчивый, слабый ребёнок, он смертельно болен и прикован к постели. Несмотря на большую разницу, братья очень привязаны друг к другу.
Когда Карл случайно узнаёт, что скоро умрёт, Юнатан рассказывает ему о далекой стране Нангияле, в которую будто бы попадают люди после смерти. В этой волшебной стране, где «время костров и сказок», а приключения случаются «с утра до вечера и даже ночью», Карл будет совершенно здоров и сможет делать всё, что захочет. Братьев печалит лишь долгая разлука, которая им предстоит, когда Карл умрёт. Но случается по-другому: первым погибает Юнатан, спасая Карла из пожара. Школьная учительница, восхищённая поступком Юнатана, даёт тому в некрологе прозвище Львиное сердце. Карл между тем очень тоскует: Нангияла кажется ему только утешительной выдумкой, а мысль о вечной разлуке с любимым братом невыносима. Но в один из вечеров на окно села белая голубка, и Карл решил, что это сам Юнатан явился к нему из Нангиялы. Однажды, спустя два томительных месяца, у мальчика возникает предчувствие, и вечером он оставляет матери записку: «Не плачь! Мы увидимся в Нангияле».

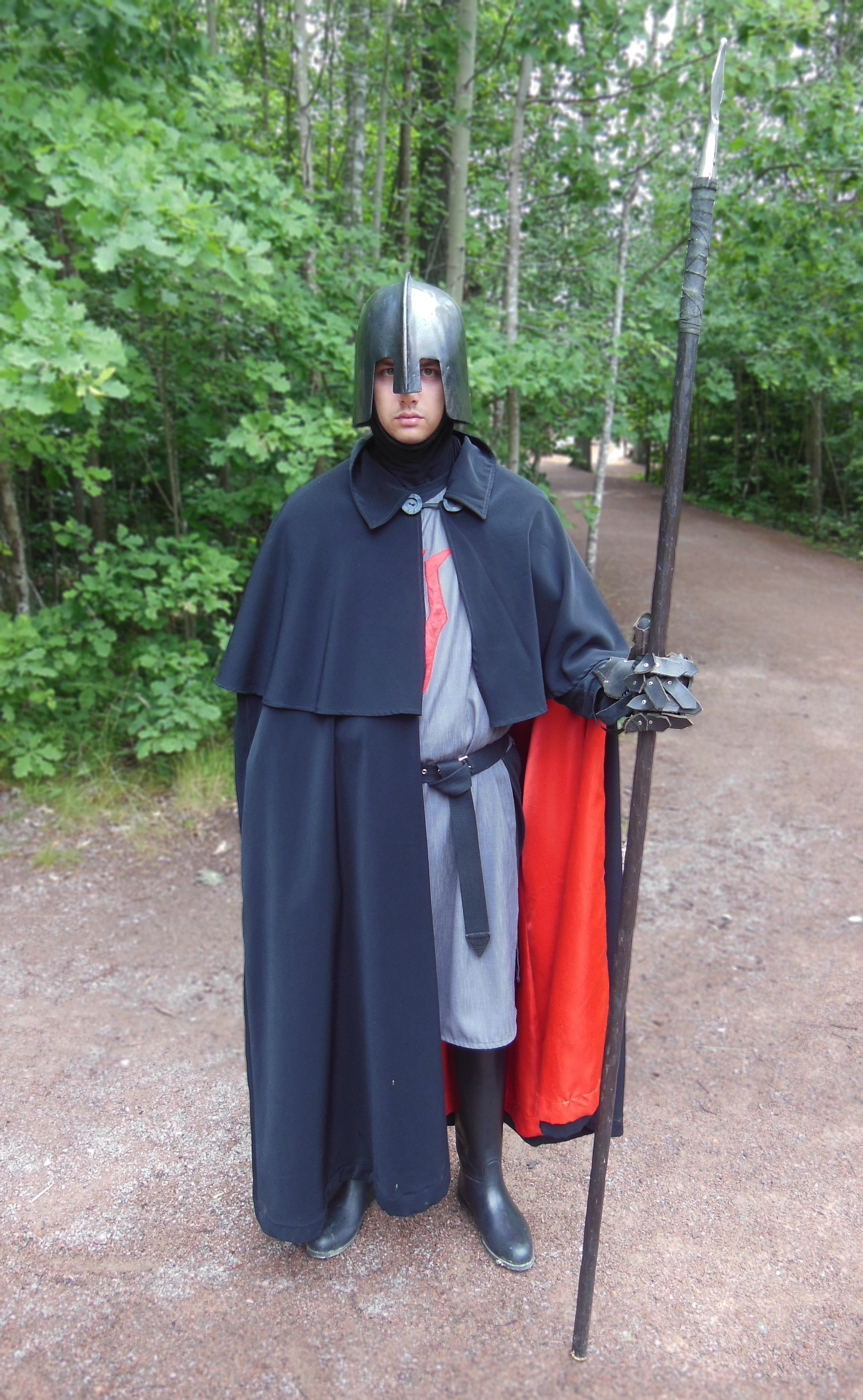
Солдат Тенгиля в «Мире Астрид Линдгрен»

Однако в сказочной Нангияле, в которую так хотел попасть Карл, наступило «время страшных сказок». Тенгиль, правитель Карманьяки, захватил одну из двух долин Нангиялы — Терновую — и с помощью драконихи Катлы держит её жителей в рабском повиновении. Мужественные повстанцы под предводительством Урвара сопротивляются власти Тенгиля, им помогают жители свободной Вишнёвой долины под руководством мудрой «королевы голубей» Софии, помощником которой становится Юнатан. Однако в Вишнёвой долине объявляется тайный предатель, который открывает врагу имя вождя повстанцев, и Урвара бросают в пещеру Катлы. Юнатан Львиное сердце отправляется в Терновую долину, чтобы попытаться его спасти, а Карл, не выдержавший новой разлуки с братом и напуганный сном, где тот зовёт его на помощь, уходит в горы. Он становится свидетелем встречи солдат Тенгиля с предателем, которым оказывается хозяин харчевни «Золотой петух» Юсси. Солдаты пленяют Карла и отвозят в Терновую долину, однако тот находит убежище у старика Матиаса, выдав себя за его внука. Оказывается, что в доме Матиаса укрывается и Юнатан.
В Терновой долине — голод, насилие и страх, но жители не сломлены, они готовят восстание, однако им не хватает предводителя. Юнатан и Карл пробираются за городскую стену и отправляются в Карманьяку, где видят Катлу, прикованную у замка Тенгиля. Юнатан рассказывает, что дракониха, очнувшись от тысячелетнего сна, выползла из пещеры и напала на замок. Созывая воинов, Тенгиль затрубил в рог, и Катла неожиданно ему подчинилась. В последний момент герои успевают вызволить приговорённого к смерти Урвара из пещеры Катлы. Карл скрывается от погони людей Тенгиля и встречает Софию и Юсси. София не верит, что Юсси предатель, но Карл вспоминает, как солдаты поставили тому на грудь клеймо Катлы. Разоблачённый Юсси бросается в бегство на лодке, но течение уносит его в Кармафаллет, водопад, где по преданиям живёт исполинский змей Карм, заклятый враг Катлы.
Начинается восстание, на помощь его участникам приходит отряд из Вишнёвой долины. В разгар страшной битвы появляется Тенгиль с Катлой, ибо он заранее отправился в Терновую долину, чтобы покарать её жителей. Кажется, что все повстанцы погибнут, но Юнатан бесстрашно скачет вперёд и выхватывает рог из рук Тенгиля. Тиран и его армия гибнут от огня из пасти послушного теперь Юнатану чудовища.
Жители долин оплакивают погибших и радуются обретённой свободе. Но Юнатану предстоит ещё одно опасное дело — он должен отвести послушную ему дракониху в Карманьяку и приковать её там к скале. Карл отправляется вместе с ним. Всё идёт хорошо, но, когда братья пересекают подвесной мост над водопадом Кармафаллет, лошади пугаются рыка Катлы. Едва не упав с моста, Юнатан роняет рог, и драконша нападает. Защищая брата, Юнатан сталкивает на Катлу огромный валун, и та падает в водопад. Неожиданно появляется Карм. В жестокой битве чудовища убивают друг друга. Опалённые огнём Катлы, умирают любимые кони мальчиков. Юнатан, вскользь задетый пламенем, парализован. Он сможет вновь двигаться лишь в Нангилиме, сказочной стране, куда попадают погибшие в Нангияле. Карл решает помочь старшему брату: подняв его на спину, он готов сделать шаг в водопад…
Повесть заканчивается восклицанием Карла Львиное сердце: «Я вижу свет!»

## История создания и интерпретации

### Предыстория и написание

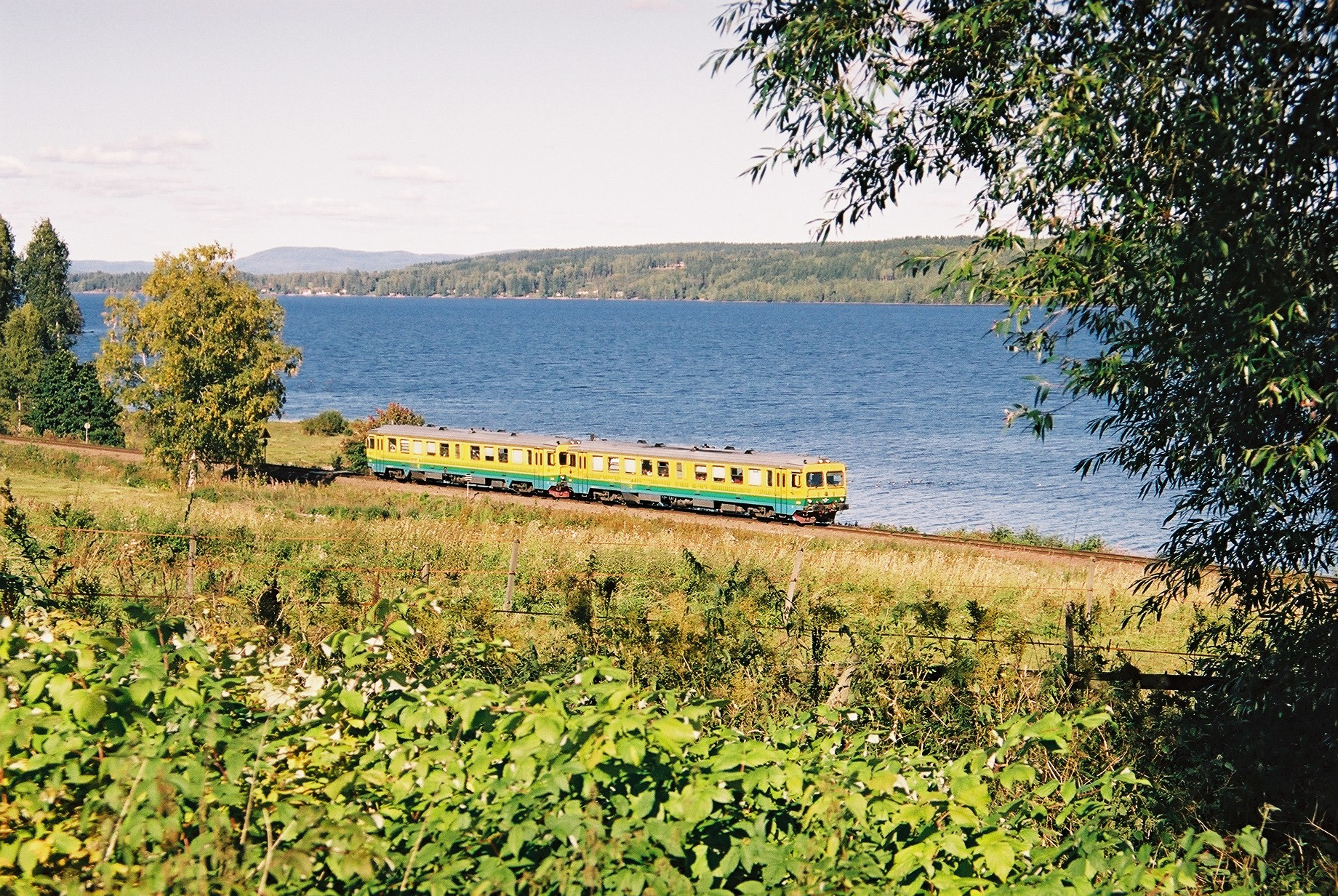
Железнодорожная ветка вдоль озера Фрюкен

В 1946 году из-под пера Линдгрен вышла повесть «Суперсыщик Калле Блумквист», в которой значимое место занимало рыцарское состязание «Алой и Белой розы». Тема подготовки больного ребёнка к неизбежной смерти затронута в рассказе «В Сумеречной стране» (1948), а в следующем году образ одинокого и больного ребёнка был развит в повести «Крошка Нильс Карлсон» 1949 года издания. Этот образ получил развитие в произведении «Рыцарь Нильс из Дубовой рощи» 1959 года, которое повествует об угасающем в своей постели ребёнке; как и для «Братьев Львиное сердце», здесь допустимо двойное толкование сюжета: приключения мальчика, по всей видимости, происходят только в его лихорадочной галлюцинации. Хотя образ главного персонажа «Братьев Львиное сердце» можно считать собирательным по отношению к героям предыдущих работ Линдгрен, к нему добавлена новая деталь — желание персонажа вновь увидеть реально существовавшего погибшего брата. В 1951 году была опубликована приключенческо-лиричная фантастическая повесть «Мио, мой Мио», затрагивающая тему одиночества; действие в ней развивается в далёкой стране с чертами средневековья.
Рождение идеи написания «Братьев Львиное сердце» Линдгрен описывала как поэтапное. Путешествуя по железной дороге вдоль озера Фрюкен, к югу от Турсбю, в зимний день 1972 года она наблюдала из окна необычайно красивый рассвет, что послужило вдохновением для написания истории о далёкой стране: «Это было фантастическое утро с розовым светом над озером, в нём была неземная красота. И у меня вдруг возникло сильное чувство, что-то вроде видения рассвета человечества, и я ощутила, как внутри что-то зажглось. Из этого может что-нибудь получиться».
Во время посещения кладбища в городе Виммербю Астрид остановилась перед железным крестом, текст на котором гласил: «Здесь покоятся юные братья Йохан Магнус и Ахатес Фален, ум. 1860». Это вдохновило её к написанию повести о братьях и смерти: «Тогда я вдруг поняла, что моя следующая книга будет о смерти и об этих двух маленьких братьях».
Третьим источником вдохновения послужила пресс-конференция после премьеры фильма «Эмиль из Лённеберги» 1971 года, на которой юный актёр Ян Олссон, исполнитель главной роли в фильме, забрался на колени к старшему брату Дику.
При создании книги особые трудности у автора возникли с двумя последними главами, которые переписывались несколько раз. По предположению исследователя Алана Ричардсона, работа над окончанием повести затянулось отчасти по той причине, что Линдгрен не была до конца уверена в производимом финалом впечатлении и опасалась «сломить дух своего читателя». Однако сама писательница в одном из поздних интервью сообщала, что финал представлялся ей очевидным, а сомнения имелись лишь касательно упоминаний ужасов освободительной борьбы.
Написание «Братьев Львиное сердце» было завершено 31 июля 1973 года.

### Интерпретации
Сюжет повести может быть интерпретирован как сказка с открытым финалом или как рассказ, вовсе лишённый сказочных элементов. Журналист Бо Лундин в своей рецензии в год выхода книги предположил, что все сказочные события происходят лишь в сновидениях умирающего Карла. Вскоре Лундин получил письмо от Линдгрен, в котором та подтвердила верность трактовки и заявила: «Некоторые спекуляции метафизического толка и теории о реинкарнации, конечно, ошибочны». Далее следовала шутливая просьба: «Но лучше об этом помалкивай, поскольку я не хочу, чтобы кто-либо из детей был ограничен в восприятии истории как сказки, в которой всё возможно».
Поскольку интуитивное предчувствие детьми скорой кончины, по мнению специалистов в области паллиативной помощи, — явление вполне обычное, указанная интерпретация означает, что единственным нереалистичным элементом в сюжете является трансцендентность повествования от лица Карла, так как увиденный им в конце «свет Нангилимы», по замыслу автора, являлся его агональной галлюцинацией — «медицинским феноменом… связанным с падением кровяного давления в момент умирания». Весь сюжет, таким образом, представляет собой сновидение или лихорадочную галлюцинацию, за исключением первых двух глав и смерти Карла в отделенной от остального текста абзацем последней строке книги.
Эгиль Тёрнквист отмечает, что в «сказочной» части повести и предваряющих её первых главах имеются намёки на «реалистичное» толкование сюжета, однако Линдгрен, по-видимому, приложила большие усилия для того, чтобы они были понятны только взрослым, с целью не разрушить для детей утешительный посыл произведения.

### Иллюстрирование
К моменту получения просьбы проиллюстрировать «Братьев Львиное сердце» Илон Викланд уже долгое время сотрудничала с Астрид Линдгрен. Поскольку тогда писательница ещё не завершила работу над произведением, иллюстратору пришлось дожидаться её окончания. В конечном итоге к первому шведскому изданию Викланд разработала обложку и создала около тридцати рисунков. В юном возрасте она вместе с родителями бежала из Эстонии в Швецию и позже заявляла: «Много лет после войны мне снились о ней кошмары, в которых за мной гнались солдаты. То, что я оказалась так близко к войне, очень помогло мне в иллюстрировании».
В рамках подготовки к запланированной режиссёром Томас Альфредсоном ещё в 2012 году новой экранизация сказки (см. Экранизации) в мае 2018 года издательство Rabén & Sjögren переиздало повесть с новыми иллюстрациями, созданными художником Йеспером Вальдерстеном при непосредственном участии самого режиссёра.

## Выход в свет

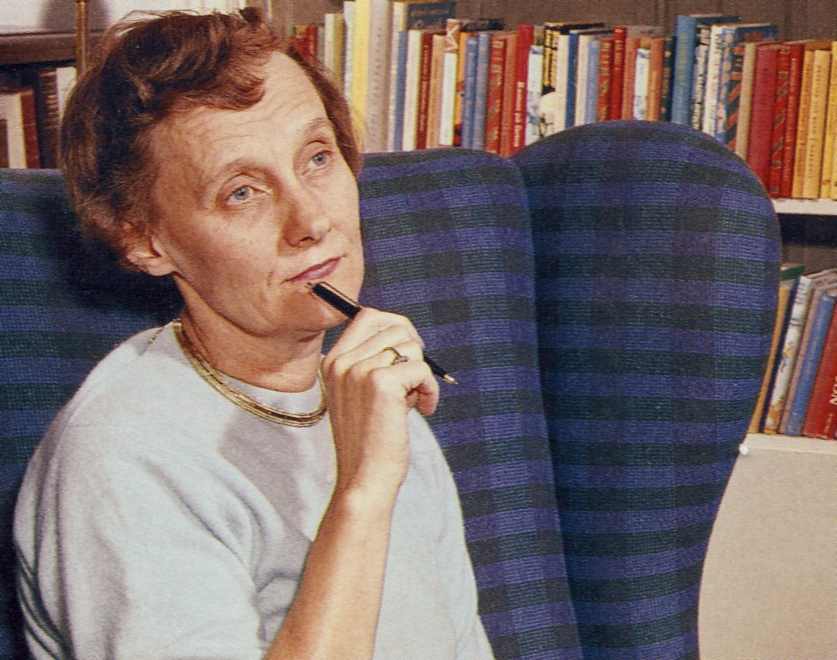
Астрид Линдгрен

### Встреча читателями и критиками
Публикация книги осенью 1973 года вызвала оживлённую реакцию, поскольку произведение оказалось вне привычных рамок литературы того времени. Эта книга из всего творчества Астрид Линдгрен подверглась наиболее жёсткой критике. Опередившая своё время необычная сказка сделала автора одним из первых в детской литературе не только затронувших тему смерти, но и прибегнувших к редкому приёму ведения повествования от первого лица, причём от имени умирающего ребёнка. Некоторые психологи и критики сочли, что указанная тема слишком серьёзна для литературы подобного плана, а также выразили озабоченность стилем её подачи: по их мнению, рассказ от первого лица воспринимается слишком неуместно-болезненно, а братья между тем будто бы решают свои проблемы путём суицида, подаваемого в тексте как «проявление беспредельной храбрости», что вкупе с намёками на переселение души может ввести юного читателя в заблуждение. Критике подвергся «эмоциональный, часто экстатический» тон повествования, который, как считает рецензент издания The Horn Book Magazine, может встревожить ребёнка. Подвергся осуждению угнетающий настрой повести, а в концовке произведения некоторые усмотрели и вовсе прямой призыв к совершению самоубийства. Автора обвинили в прославлении эскапизма и в обмане читателей. Рецензент The New York Times между тем сравнил утешительный посыл книги с идеями религиозных христианских сект. Высказывались также мнения, что при чёрно-белом изображении добра и зла в произведении зло изображено ещё и чрезмерно упрощённо, схематично, а рассказ в целом исповедует слишком романтичные и пацифистские идеалы, оскорбляя таким образом национальные освободительные движения в мире.
Однако большинство критиков и читателей тепло приняли книгу. По сообщению Линдгрен, ей приходило большое число писем от детей, в том числе из разных стран мира: «Никогда ещё от одной книги я не получала настолько сильного отклика». Большинство рецензий носили положительный характер, а язык написания не подвергся критике даже в отрицательных по характеру отзывах. Писатель Гёста Фриберг выразил мнение, что сюжет повести не следует воспринимать буквально, а финал трактовать как суицид в привычном смысле. Линдгрен также категорически отрицала наличие двойного суицида в окончании книги и при этом подчёркивала, что после публикации писатель уже не может повлиять на интерпретирование читателями сюжета произведения. Некоторые рецензенты утверждали, что концовку следует понимать не как самоубийство, а как преодоление страха перед неизбежностью кончины и зеркальную репризу на роли братьев в мире реальном, демонстрирующую нравственное возмужание главного героя. Книга может воодушевить детей, так как предлагает ответ на извечный вопрос о том, что же случается после смерти, а сама Линдгрен, публикуя повесть, желала утешить умирающих детей и детей, потерявших близких. Доктора выражали благодарность за оказываемый книгой эффект, однако дебаты о повести «Братья Львиное сердце» меж тем не утихают и по сей день.
Немецкий рецензент Маттиас Дитер и писатель Ева-Мария Меткалф высоко оценили потенциал позитивного взгляда на смерть, предлагаемого Линдгрен. Испуганный Карл в ожидании смерти мечтает о Нангияле, обращается к «компенсаторной фантазии» и создаёт языком детского символизма сказочную страну, пытаясь тем самым выйти за пределы своего небольшого мира, ограниченного старым диванчиком на кухне, придать собственному бытию значимость, истолковать смерть и выразить протест расставанию с братом. И, хотя Карл не отрицает реальность гибели брата и собственной скорой кончины, произнося слова «Я вижу свет», мальчик умирает, будучи исполненным уверенности, поскольку его фантазия поборола страх смерти. Алан Ричардс также выразил мнение, что опасения Карла касательно своей никчёмности могут быть тождественны страхам детей XXI века, тогда как сама книга убеждает не только в наличии возможности изменить мир к лучшему у каждого, но говорит и о моральном долге человека. Так, фраза «чтобы не быть просто кучкой дерьма», по мнению некоторых рецензентов, является одной из самых известных цитат повести и ключевой в сюжете произведения. Катарина Фюрхольцер отмечает, что, поскольку сказочный сюжет является лишь сновидением или галлюцинацией Карла, можно считать, что эту фразу произносит его собственный внутренний голос. В борьбе фантазии со страхом Карл отчаянно взывает раз за разом к собственной храбрости, мужая по мере приближения к концу. Профессор кафедры литературы Стокгольмского университета Виви Эдстрём называет «страх и преодоление страха» лейтмотивом произведения.
Доктор филологических наук Диана Кобленкова в своей работе отмечает различие между ранним творчеством Линдгрен и работами 1970-х годов, когда автор успела «разочароваться в практике социальных реформ», неизменно сопряжённых с насилием. Хотя изначально в повестях Линдгрен доминировали инициативные и сильные персонажи, а само творчество «разрушало литературный и этический канон», впоследствии в нём стали преобладать «элементы христианской этики». В качестве основного конфликта в повести Кобленкова выделяет этический, сопряжённый с идеей о непротивлении злу насилием, а само произведение относит к «христианскому сентиментализму», характеризуя при этом его восприятие как «христианской „педагогической поэмы“» с элементами романа воспитания. Многие критики отмечали отражение в книге политической риторики 1970-х, а образ Урвара писатель Йенс Андерсен сравнил с Че Геварой. Политический подтекст, по мнению Кобленковой, позволяет в числе прочего включить повесть в ряд «взрослых произведений социального негодования». Тёрнквист в своей работе также отметил большое число политически направленных интерпретаций отдельных персонажей и сюжета в общем, в том числе будто бы присутствующие в книге аллюзии на Берлинскую стену, на события во Вьетнаме или в Индии, на противостояние Востока и Запада. Тем не менее, по его мнению, такого рода интерпретации являются надуманными, за исключением лишь, возможно, нашедшего место в сюжете отражения авторского отношения к любой диктатуре в целом.
Шведский литературовед Мария Николаева в числе прочих выразила мнение, что книга произвела революцию в жанре детской литературы Швеции, поскольку до публикации «Братьев Львиное сердце» в ней преобладал реализм. Литературный критик профессор Эгиль Тёрнквист при анализе повести «Братья Львиное сердце» отметил классический приём нагнетания сюжетной интриги и удержания читателя путём дозированной подачи информации, который создаёт тем самым эффект непрерывной эскалации конфликта. В контексте сущности Нангиялы Тёрнквист также обратил внимание на частые возвраты к «воспоминаниям» о реальности в фантазии Сухарика по мере развития сюжета и на большое число деталей сюжетного вторичного мира, которые можно истолковать как отголоски мира реального. Критик сделал вывод, что многие элементы вымышленной Нангиялы прочно привязаны к реальному быту Сухарика (к домашней обстановке в частности) и отчасти отталкиваются от волнующих мальчика вещей: от болезни, пожара, рассказов брата, прочтённого некролога. В фантазии, помимо этого, отчётливо прослеживается фрейдовское толкование сновидений как «исполняющих желания» и острейшее подсознательное чувство вины Сухарика перед братом за то, что тот пожертвовал ради него жизнью. Виви Эдстрём аналогично отмечает, что «загробный мир» в своей сути является «проекцией мыслей» Сухарика и его «переложением трагедии из начала произведения».
Научный сотрудник кафедры истории, философии и медицинской этики Ульмского университета Катарина Фюрхольцер отмечает бытующее в медицинском сообществе мнение о том, что информирование юных пациентов об их состоянии, даже в случае угрозы для жизни, обязательным не является: «Зачем информировать того, кто всё равно не может принимать решения?» Повесть Линдгрен, по мнению Фюрхольцер, имеет потенциал для пересмотра подобных суждений. Анализируя в своей работе на примере текста «Братьев Львиное сердце» два противоположных подхода врачебной этики (патерналистский и обратный ему), их обоснованность и последствия, к которым они ведут, Фюрхольцер ставит вопрос об информировании, его допустимой степени и праве ребёнка на собственный выбор. Существенное различие между восприятием повести некоторыми критиками и восторженным принятием её детьми, по мнению Фюрхольцер, объясняется патерналистским подходом первых и всё же способностью принять и по-своему переработать правду жизни последними. Разница в трактовке финала как трагичного или счастливого происходит от различий «детского» и «взрослого» подходов к осмыслению сюжета повести, а также, по мнению Тёрнквиста, от отличий общего восприятия темы смерти.
Выражение «До встречи в Нангияле!» вошло в шведский язык, став одной из наиболее часто употребляемых фраз в некрологах и на могильных плитах, в особенности в случае гибели детей. В 2009 году шведские социал-демократы также использовали цитату из произведения, сравнив собственную деятельность в парламенте страны с борьбой главных героев повести против тирании, заключив обращение фразой «Мы тоже видим свет». Издание Expressen при этом подметило прямо противоположный посыл фразы в повести Линдгрен, поскольку там эти слова являются предвестником гибели.

#### Переводы
В течение двух лет после издания книга была переведена на датский, финский, нидерландский, норвежский и немецкие языки, на английском была издана в Великобритании и США. В общей сложности книга выдержала перевод на 46 языков. В 1974 году переводчик Ю Тенфьюрд получила премию Министерства культуры Норвегии «За детскую и юношескую литературу» в соответствующей номинации за перевод повести на букмол.
На русском языке повесть впервые издана в составе сборника в переводе Бориса Ерхова только в 1981 году, поскольку для издания в СССР она считалась «чересчур пессимистичной». При сравнении переводов Сильвия Лизин-Нильссон из Брюссельского университета отметила, что один шведский глагол «säga» (со швед. — «сказать») в русских переводах представлен 54 синонимичными глаголами, что обеспечило высокий уровень эмоциональной выразительности перевода. Сам Ерхов впоследствии заявил, что считает работу над повестью «Братья Львиное сердце» наиболее важным переводом в своей жизни. Перевод на русский был выполнен также Людмилой Брауде (1992), в 2003 году он был издан в соавторстве с Ниной Беляковой. В 1990 году переводчик С. Муравьёва перевела повесть на белорусский язык, и в том же году Ольга Сенюк выполнила перевод на украинский.

### Проблематика и символизм
Повесть не может быть отнесена к какому-либо одному жанру и сочетает в себе различные литературные формы, меняя их по мере развития сюжета и поднимая при этом множество тем, в том числе социальную тему и тему одиночества, обрастает этическими и политическими конфликтами. Действие, которое начинается в стиле бытового реализма, приобретает элементы фэнтези, детективной истории, а позже — антиутопии и политической притчи. Весь сюжет при этом допускает толкование в рамках психологического реализма, с глубоким символизмом и неоднозначным финалом. Говоря о жанровом определении повести, Эгиль Тёрнквист именовал её «полусказкой», а концепция самого произведения отчасти построена на дуалистическом контрасте: добро против зла, страх против мужества.
Входило это в намерения автора или нет, однако литературные критики отмечают наличие некоторых отсылок в сюжете к христианским источникам, таким как книга Откровения и книга Иова. В повести поднимается вопрос о загробной жизни и борьбе добра со злом. Дракон по сюжету, равно как по текстам Библии и книги Иова, является абсолютным злом. В книге Откровений дракон был низвергнут в бездну на тысячу лет. По сюжету повести Линдгрен дракониху переполнял гнев после тысячелетнего сна в пещере, в которой её держали скованной, что может рассматриваться как переложение библейской истории о Звере. В повести два «зверя», Катла и чудовищный змей Карм, в конечном итоге уничтожили друг друга, причём второй имеет сходство с морским змеем Левиафаном из книги Иова. Однако противостояние тирану и драконихе при этом можно также интерпретировать как олицетворение для Карла тревоги и неизвестности (болезнь и смерть) из мира реального, которые фантазия мальчика на исходе внутренней борьбы облекла таким образом в привычную и понятную ему форму. Эгиль Тёрнквист в свою очередь также предположил, что образ Тенгиля может символизировать воплощение всех несправедливостей, с которыми мальчик имел дело в реальности, но допустима также интерпретация главного антагониста как отражения некоторой степени подсознательной обиды на пропавшего отца, хотя Сухарик, очевидно, и не мог его помнить.
Образ Юнатана возможно интерпретировать как аллюзию на Христа. Как и в случае с Христом, Юнатан приносит в жертву жизнь, отрекается от насилия, прощает врагов, имеет мужественный и благородный нрав, а за свою храбрость и доброе сердце получает сравнение со львом (но через образ Ричарда Львиное Сердце). Святой Дух в Библии нисходит на христиан в облике голубя, тогда как в повести Линдгрен героям добра являет себя белая голубка. Маттиаса возможно ассоциировать непосредственно со Всевышним, а Юсси — c Иудой Искариотом. Как и он, Юсси становится предателем, а на груди носит клеймо дракона Катлы, тогда как, согласно пророчеству книги Откровений, всем приспешникам Зверя будет начертано клеймо на челе либо же на правой руке.
Двойной переход в Нангиялу и после в Нангилиму дал повод некоторым рецензентам провести параллели с «Божественной комедией» Данте Алигьери и католическим представлением о рае и чистилище. Так, на французских картинах XIV—XVI веков райский сад изображался с вишнёвыми деревьями вместо яблонь, а в конце книги мальчики говорят о яблоках и яблонях Нангилимы, которая представляется уже как «настоящий рай», где никогда не будет править зло. При этом, хотя описание Нангиялы схоже с раем, она также обременена земными конфликтами. Учитывая, что основным мотивом повести является братская любовь, заключительную фразу книги при желании возможно истолковать как отсылку к посланию Иоанна: «Кто любит брата своего, тот во свете».
Кобленкова отметила сходство вторичного мира Линдгрен с «христианскими образами потусторонних миров» в литературных трудах некоторых классиков — Андерсена, Диккенса и Достоевского, а также выделила в повести мотив духовного родства между братьями и проблематику сложного единства между ними, провела параллель с романом Достоевского «Братья Карамазовы» и отметила созвучие названий обеих книг. Профессор социологии Олли Пайтинен отметил также близость произведения Линдгрен повести Льва Толстого «Смерть Ивана Ильича», а исследователь Джулиана Эилерс — тождественность основной темы повести теме произведения Сесилии Давидссон «Лилль-Пер», хотя и подаются они под разными углами.

Я верю, что детям нужно утешение. Когда я была маленькой, мы верили, что после смерти люди попадают на небо... Но такого утешения у современных детей нет. Этой сказки больше нет у них. И я подумала: может, дать им другую сказку, которая согреет их в ожидании неизбежного конца?— А. Линдгрен

### Награды и премии
В 1974 году повесть удостоилась медали шведских книготорговцев «Твой книжный выбор», а год спустя — литературной премии Нидерландов «Серебряный стилус». В 1978 году книга стала лауреатом литературной премии Италии «Premio Bancarelino» и Премии мира немецких книготорговцев, в 1979 — международной литературной премии имени Януша Корчака и премии имени Вильгельма Гауфа.
В опросе-исследовании «Лучшие книги шведского народа» произведение заняло третье место, а в болгарском опросе «Маленькое большое чтение» расположилось на девятнадцатом.

## Влияние и адаптации
Книга послужила источником вдохновения для создания видеоигры Limbo и, возможно, для Brothers: A Tale of Two Sons, для молодого писателя Марии Парр, а также упоминается в некоторых других произведениях искусства (в частности, «Мальчик в свете фар» Самюэля Бьорка). В Стокгольмском музее «Юнибаккен» на постоянной основе экспонируются сцены из повести. Также книга о братьях Львиное сердце упоминается в романе современного шведского писателя Фредерика Бакмана «Бабушка велела кланяться и передать, что просит прощения» как любимая книга главной героини — девочки Эльсы.

### Экранизации
В 1976 году к экранизации книги приступил режиссёр Улле Хелльбум, ранее уже перенёсший на экран множество работ Линдгрен. 11-летний актёр Ларс Сёдердал, исполнитель роли Малыша в фильме о Карлсоне, сыграл Сухарика, а роль его старшего брата досталась 25-летнему Стаффану Йётестаму. В работе над сценарием принимала участие сама Астрид Линдгрен. Съёмки проходили на склонах Бёрсарпа, а яблони на ферме Каллагарден с прикреплёнными цветами из пластика имитировали цветущие вишни садов Вишнёвой долины Нангиялы. Пустынный ландшафт Карманьяки воссоздавался в районе национального парка «Тингведлир» в Исландии. Эпизоды в Терновой долине снимались в «Старом городе» Орхуса.

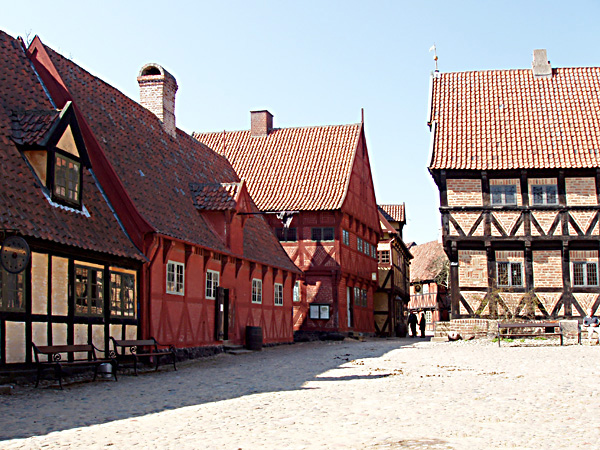
В экранизации Терновая долина снималась в «Старом городе» Орхуса

В 1977 году фильм выходил за привычные рамки, поскольку общая мрачность и поднимаемые в нём темы являлись не совсем обычными для шведского и мирового детского кинематографа. Несмотря на это, в целом он был тепло встречен критиками, хотя некоторые отметили и его недостатки. Актёрская игра Стаффана Йётестама (Юнатан) значительно уступала игре Ларса Сёдердала (Карл) и Аллана Эдвалля (Маттиас); малый бюджет сказался на качестве декораций, в особенности на бутафорской драконихе Катле, которая в экранизации выглядит «смехотворно» и «не столь пугающе, как в книге». Рецензенты разошлись во мнении относительно музыкальной составляющей фильма. Так, писатель Катарина Эмгард отметила бесконечные повторения, тогда как другой рецензент назвал мрачную и «вызывающую уныние» электронную музыку запоминающейся. Критике подверглась также операторская работа и монтаж. Некоторые, как и в случае с литературным первоисточником, усмотрели в сюжете религиозные и политические аллегории. По некоторым данным, фильм был также превращён в мини-телесериал с разбивкой на 6 серий по 25 минут.
Государственный комитет по классификации кинофильмов выставил фильму возрастной рейтинг «с 11 лет», что вызвало масштабные дебаты, участие в которых принимала и Линдгрен. Министр образования Ян-Эрик Викстрём рассматривал возможность снижения рейтинга до «с 7 лет» с 1 января 1978 года, однако Комитет сделал это лишь в 1989 году после повторного просмотра картины. Фильм удостоился особого приза Международной Католической организации и номинации на премию «Золотой медведь» на 28-м Берлинском кинофестивале (1978), награды на Фестивале фантастического кино (1982) за лучшую режиссуру и приза в этой же номинации на 14-й церемонии вручения премии «Золотой жук» (1978).
В 2012 году были анонсированы съёмки новой англоязычной экранизации, режиссёрское кресло которой должен был занять Томас Альфредсон. В апреле 2013 года норвежский Институт кинематографа объявил о планируемом бюджете в 325 миллионов шведских крон, что сделало бы проект самым дорогим в истории скандинавского кино. Предполагалось, что сотрудничать Альфредсон должен был с писателем Юн Айвиде Линдквистом и оператором Хойте Ван Хойтемом. Начать съёмки было запланировано в Европе летом 2013 года, тогда же агент по кастингу Джин Джей объявила о поиске двух мальчиков в возрасте от восьми до десяти и от тринадцати до пятнадцати лет, которые по плану должны были сыграть Сухарика и Юнатана соответственно.
В феврале 2014 года было объявлено о заморозке производства. По словам кинематографиста Хойте ван Хойтема, задержка произошла в связи со «сложным финансированием, участием в нём большого числа стран». По состоянию на 2018 год дата съёмок не назначена, однако режиссёр Томас Альфредсон по-прежнему не отказался от проекта, а оформление вышедшего в мае того года переиздания книги при непосредственном участии Альфредсона было выдержано в стилистике запланированной экранизации.

### Театральные постановки
По книге сделано множество театральных постановок в разных городах и театрах мира. Так, 3 марта 2007 года состоялась премьера мюзикла, композитором которого выступил Бо Вастессон, сценаристом — Стаффан Йётестам (сыгравший Юнатана в экранизации 1977 года), автором либретто — Туре Рангстрём, режиссёром — Элизабет Юнгар из Гётеборгской оперы. Весной 2009 года в Pleasance Theatre свет увидел мюзикл Ричарда Сторри и Питера Галлахера. В парке «Мир Астрид Линдгрен» по мотивам повести регулярно разыгрываются представления под открытым небом.

### Аудиокниги
В 1988 году книга была издана на кассетах в авторском прочтении Астрид Линдгрен. Переиздания на CD выходили в 2002 и 2004 годах. На датском языке книгу прочла Эллен Хиллингсо для издания на CD в 2002 году.

## Продолжение
После публикации книги Астрид Линдгрен ежедневно получала от читателей порядка 50 писем в день, во многих из которых содержался вопрос о возможном продолжении истории. Ситуация вскоре вынудила Линдгрен сделать через прессу публичное обращение, в котором она отвергла возможность написания продолжения, но в связи с многочисленными просьбами схематично обрисовала будущее героев в рамках сказочной интерпретации: оба брата поселились в Яблоневой долине вместе с Маттиасом и отныне могли строить хижины, разъезжать по лесам и спать у костра. У Карла появилась своя собака по кличке Мекке. Дракониха Катла и предатель Юсси попали не в Нангилиму, а в другую страну под названием Локрумэ.